# Маснави
Маснави, или месневи (от араб. مثنوي‎ — «сдвоенный»), — жанр персидской поэзии. Форма — большой набор двустиший, рифмующихся парами: aa, bb, cc и т. д. В этом жанре писались в основном героические, исторические или романтические эпосы, а также учебные произведения.
Маснави появились в период среднеперсидского языка, примерно с III века до н. э. по IX век н. э. Из ранних образов частично дошли до современности маснави «Калила и Димна» X века в обработке Рудаки, при этом наиболее известным примером является национальный иранский эпос «Шахнаме» Фирдоуси, написанный в конце X — начале XI веках.
В XI веке появились любовные поэмы в жанре маснави, такие как «Вис и Рамин» Гургани, «Варка и Гульшах» Айюки, «Вамик и Азра» Унсури. Позднее в этом жанре писали Низами Гянджеви («Искандер-наме») и суфийские поэты XII—XIII веков: Санаи («Сад истин»), Аттар («Беседа птиц»), Джалаладдин Руми («Духовное маснави»). В XIV—XVI веках жанр распространился в тюркской и арабской поэзии Ближнего Востока.
В маснави использовалось до 11 слогов в строке. При этом метр и стиль зависили от темы произведения — например, учебные маснави выглядели иначе, чем героические и романтические. Обычно начинались с похвалы Богу.